# Deir Es-Sultan

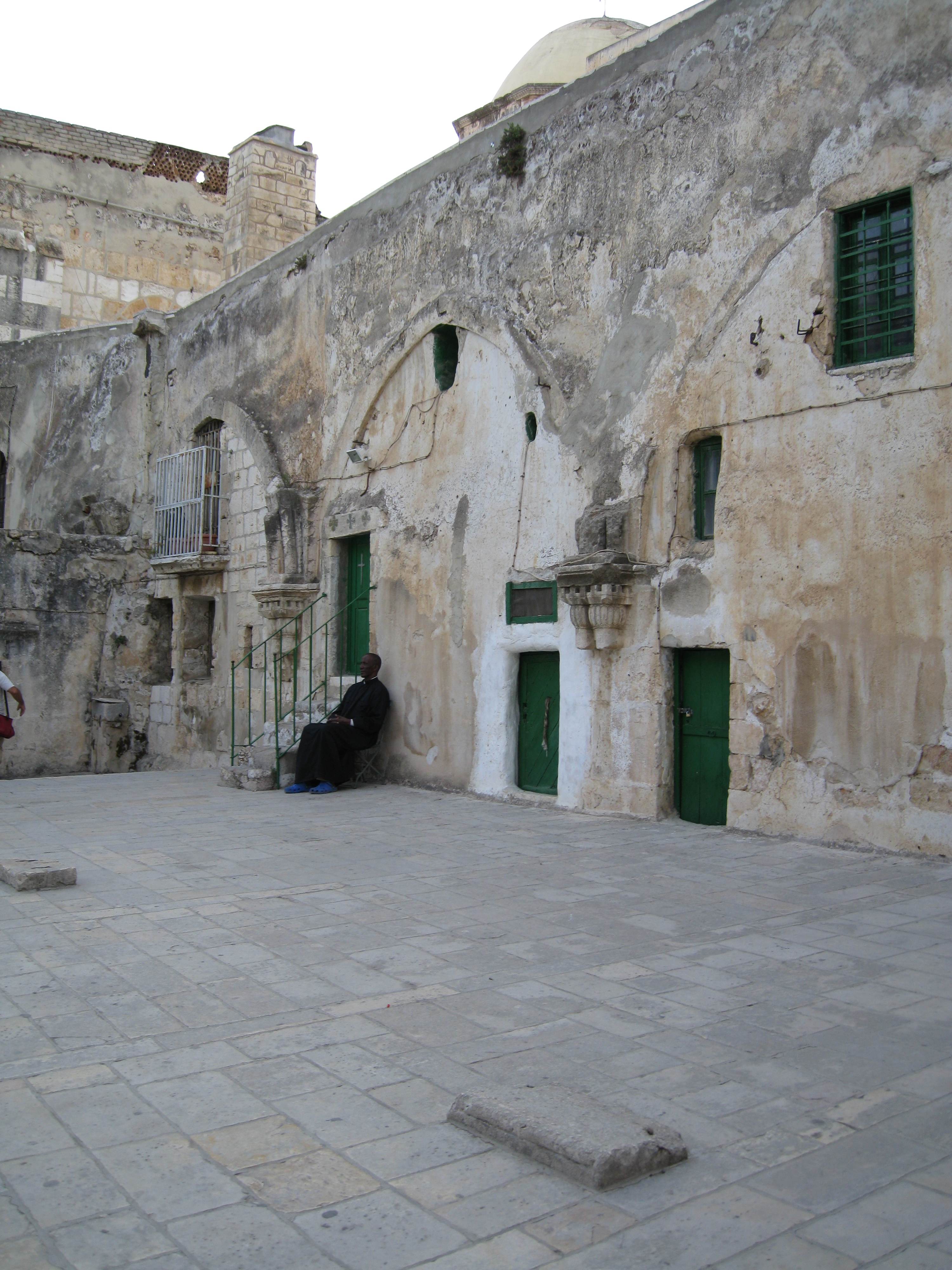
Deir Es-Sultan

Deir Es-Sultan (arabisch دير السلطان, DMG Dair as-Sulṭān) ist ein Kloster auf dem Dach der Grabeskirche in Jerusalem.

## Geschichte
Das Kloster wurde während des von den Kreuzfahrern errichteten Königreichs Jerusalem 1187 durch Koptisch-orthodoxe Christen gegründet, die seit Jahrhunderten in Jerusalem ansässig waren.
Das Eigentum am Kloster ist eine Quelle des Streits zwischen der koptisch-orthodoxen Kirche und der Äthiopisch-Orthodoxen Kirche, mit beiden Parteien unter Angabe langjähriger historischer Ansprüche auf das Eigentum. Deir Es-Sultan ist eine von mehreren heiligen Stätten in der Umgebung, deren Eigentum zwischen verschiedenen christlichen Konfessionen umstritten ist.
Der aktuelle Streit entstand im April 1970, als äthiopische Gläubige im Kloster die Abwesenheit der koptischen Gläubigen aufgrund der Osterriten nutzten, um eine Sperre auf einer Treppe nach unten anzubringen und die Schlösser auszutauschen.